# RS-28 Sarmat
RS-28 Sarmat (în rusă РС-28 Сармат, numită după sarmați; cod NATO: SS-X-29 sau SS-X-30 ), cunoscută și sub numele de „Satan II”, este o rachetă balistică intercontinentală super-grea, alimentată cu combustibil lichid, echipată cu MIRV (ICBM) produsă de Makeyev Rocket Design Bureau (ГРЦ Макеева) din 2009. Este destinată să înlocuiască racheta ICBM R-36M (SS-18 „Satan”) din arsenalul Rusiei.
Sarmat este una dintre cele șase noi arme strategice rusești dezvăluite de președintele rus Vladimir Putin la 1 martie 2018. RS-28 Sarmat a făcut primul său zbor de testare la 20 aprilie 2022, iar din decembrie 2021, guvernul rus se aștepta ca racheta să intre în serviciu în 2022. La 16 august 2022, a fost semnat un contract de stat pentru fabricarea și furnizarea sistemului de rachete strategice Sarmat.

## Istorie
În februarie 2014, un oficial militar rus a anunțat că Sarmat va fi gata de desfășurare în jurul anului 2020. În mai 2014, o altă sursă oficială a sugerat că programul a fost accelerat și că, în opinia sa, acesta va constitui până la 100% din arsenalul nuclear fix terestru al Rusiei (Ракетные войска стратегического назначения Российской Федерации) până în 2021.
La sfârșitul lunii iunie 2015, s-a raportat că programul de producție pentru primul prototip de Sarmat a fost amânat. RS-28 Sarmat era de așteptat să devină operațional din 2016.
La 10 august 2016, Rusia a testat cu succes motorul de prima treaptă RS-28, numit PDU-99.
La începutul anului 2017, prototipurile de rachete au fost construite și livrate Cosmodromului Plesetsk pentru teste, dar programul de testare a fost amânat pentru a verifica din nou componentele hardware cheie înainte de lansarea inițială. Potrivit comandantului Forțelor Strategice Ruse, col. Gen. Serghei Karakaiev, RS-28 Sarmat va fi desfășurat cu Divizia a 13-a de rachete Steagul Roșu a Armatei a 31-a de rachete la Baza Aeriană Dombarovski, regiunea Orenburg și cu Divizia 62 de rachete Steagul Roșu a Armatei a 33-a de rachete de Gardă la Ujur, Ținutul Krasnoiarsk, înlocuind rachetele anterioare ICBM R-36M aflate în prezent acolo.
La sfârșitul lunii decembrie 2017, primul test de lansare cu succes al rachetei a fost efectuat la cosmodromul Plesetsk din regiunea Arhangelsk. Potrivit raportului, racheta a zburat câteva zeci de kilometri și a intrat în raza de testare.
La 1 martie 2018, președintele rus Vladimir Putin, în discursul său anual adresat Adunării Federale, a declarat că „faza activă a testelor” a rachetei a început. La scurt timp după aceea, o sursă militară anonimă a fost citată că a spus că informațiile din 2007 despre racheta Sarmat au fost scurse în Occident în mod deliberat. La 30 martie 2018, Ministerul Rus al Apărării a publicat un videoclip în care Sarmat efectuează a doua lansare de test cu succes la Cosmodromul Plesetsk.
La 24 decembrie 2019, în timpul expoziției sistemelor moderne de arme de la Centrul Național de Management al Apărării, s-a raportat că Sarmat este capabil să efectueze un „zbor suborbital de 35.000 km”. Probele „complexului de rachete” erau de așteptat să fie finalizate în 2021 și, în perioada 2020-2027, „douăzeci de regimente de rachete sunt planificate să fie rearmate cu RS-28”.
La 20 aprilie 2022, potrivit Ministerului rus al Apărării:
„La ora 15:12, ora Moscovei, la cosmodromul de stat de testare Plesetsk din regiunea Arhangelsk, o rachetă balistică intercontinentală cu bază fixă Sarmat a fost lansată cu succes dintr-un lansator tip siloz.”—Ministerul rus al Apărării
După test, la 22 mai 2022, șeful Roscosmos, Dmitri Rogozin, a avertizat că 50 de noi rachete nucleare intercontinentale Satan II/RS-28 Sarmat/SS-X-30 vor fi în curând gata de luptă.
Primul contract pentru producția de rachete a fost semnat în august 2022.

## Date tehnice
RS-28 Sarmat va fi capabil să transporte aproximativ 10 tone de sarcină utilă, până la 10 focoase MIRV grele sau 15 ușoare și până la 24 de rachete hipersonice cu focos ghidat Avangard sau o combinație de focoase și mai multe contramăsuri împotriva sistemelor de rachete antibalistice. Ministerul rus al Apărării a spus că racheta este răspunsul Rusiei la sistemul american Prompt Global Strike⁠(d).
Sarmat are o fază scurtă de amplificare, care scurtează intervalul în care poate fi urmărit de sateliți cu senzori în infraroșu, cum ar fi Sistemul de infraroșu spațial din SUA, făcându-l mai dificil de interceptat. Sarmat este capabil să zboare pe o traiectorie peste Polul Sud, ceea ce ar necesita o capacitate de Bombardare Orbitală Fracțională (FOBS) și se pretinde că este complet imun la orice sisteme de apărare antirachetă din prezent sau din viitor.
Potrivit diverselor surse, locurile de lansare ale RS-28 urmează să fie echipate cu sistemul de protecție activă „Mozîr”, conceput pentru a anula avantajul de primă lovitură al unui potențial adversar prin descărcarea unui nor de săgeți sau de bile metalice care distrug cinetic bombele care sosesc, rachetele de croazieră și focoase ICBM la altitudini de până la 6 km.